# Frederik Ruysch
Frederik Ruysch (23. či 28. března 1638 Haag – 22. února 1731 Amsterdam) byl nizozemský anatom a botanik. Jeho dcerou byla malířka Rachel Ruyschová.

## Život
Ruysch studoval medicínu na univerzitě v Leidenu u Horneho (1621–1670), Sylvia, a Schuyla (1619–1669). Roku 1664 se stal doktorem medicíny.
Od roku 1685 působil jako profesor botaniky na Athenaeum Illustre v Amsterdamu a ředitel botanické zahrady.
Nikolaus Joseph von Jacquin po něm pojmenoval rostlinný druh Ruyschia z čeledi Marcgraviaceae.

## Dílo
- Disputatio medica inauguralis de pleuritide. Dissertation, Leiden, 1664.
- Dilucidatio valvularum in vasis lymphaticis et lacteis. Hagae-Comitiae, ex officina H. Gael, 1665; Leiden, 1667; Amsterdam, 1720. 2. Aufl. 1742.
- Museum anatomicum Ruyschianum, sive catalogus rariorum quae in Authoris aedibus asservantur. Amsterdam, 1691. 2. Aufl. 1721; 3. Aufl. 1737.
- Catalogus Musaei Ruyschiani. Praeparatorum Anatomicorum, variorum Animalium, Plantarum, aliarumque Rerum Naturalium. Amsterdam: Janssonio-Waesbergios, 1731.
- Observationum anatomico-chirurgicarum centuria. Amsterdam 1691; 2. Aufl. 1721: 3. Aufl. 1737.
- Epistolae anatomicae problematicae. 14 Bände. Amsterdam, 1696-1701.
- Het eerste Anatomisch Cabinet. Amsterdam, Johan Wolters, 1701
- Thesaurus anatomicus. 10 Delen. Amsterdam, Johan Wolters, 1701–1716.
- Adversarium anatomico-medico-chirurgicorum decas prima. Amsterdam 1717.
- Curae posteriores seu thesaurus anatomicus omnium precedentium maximus. Amsterdam, 1724.
- Thesaurus animalium primus. Amsterdam, 1728. 18: Amsterdam, 1710, 1725.
- Curae renovatae seu thesaurus anatomicus post curas posteriores novus. Amsterdam, 1728.
- Samen met Herman Boerhaave: Opusculum anatomicum de fabrica glandularum in corpore humano. Leiden, 1722; Amsterdam, 1733.
- Tractatio anatomica de musculo in fundo uteri. Amsterdam, 1723.
- Opera omnia. 4 Bände. Amsterdam, 1721.
- Opera omnia anatomico-medico-chirurgica huc usque edita. 5 Bände. Amsterdam, 1737.
- Herbarivm Rvyschianvm, in Mvsei Imperialis Petropolitani, vol. 1, pars secvnda. Petropolitanae, 1745.